# Атміська сільська рада
Атмі́ська сільська рада (рос. Атмисский сельский совет) — сільське поселення у складі Нижньоломовського району Пензенської області Росії.
Адміністративний центр — село Атміс.

## Населення
Населення — 1397 осіб (2019; 1713 в 2010, 2073 у 2002).

## Склад
До складу сільської ради входять:
| Населений пункт        | Населення, осіб (2002) | Населення, осіб (2010) |
| ---------------------- | ---------------------- | ---------------------- |
| Атміс, село            | 746                    | 683                    |
| Великий Мічкас, село   | 808                    | 658                    |
| Красний, селище        | 32                     | 16                     |
| Ліщиново, село         | 394                    | 297                    |
| Майоровка, присілок    | 79                     | 58                     |
| Робочий Уголок, селище | 14                     | 1                      |